# Wołodymyr Szandra
Wołodymyr Mykołajowycz Szandra, ukr. Володимир Миколайович Шандра (ur. 11 stycznia 1963 w Zborowie w obwodzie tarnopolskim) – ukraiński polityk, z wykształcenia inżynier i finansista.

## Życiorys
Z wykształcenia inżynier, absolwent instytutu inżynierii jądrowej w Obninsku (1987). W 2006 uzyskał magisterium w zakresie finansów. W latach 80. zaczął pracować w sektorze przemysłowym. Od początku lat 90. obejmował kierownicze stanowiska w przedsiębiorstwach. W latach 2002–2005 był deputowanym do Rady Najwyższej z ramienia Bloku Nasza Ukraina. W rządach Julii Tymoszenko i Jurija Jechanurowa pełnił funkcję ministra ds. polityki przemysłowej (2005–2006). W 2006 został doradcą prezydenta Wiktora Juszczenki.
W grudniu 2007 w nowo powołanym rządzie Julii Tymoszenko minister sytuacji nadzwyczajnych oraz ochrony ludności przed skutkami katastrofy w Czarnobylu. Funkcję tę pełnił do marca 2010. Od marca 2014 do lutego 2016 był przewodniczącym Kijowskiej Obwodowej Administracji Państwowej.